# Dios
Dios è il nome di due figure della mitologia greca:
- Un figlio illegittimo di Priamo.
- Fratello di Meone, citato come padre di Esiodo e zio di Omero.
- Figlio di Pandoro e fondatore dell'omonima città
- Figlio di Anthas e padre di Antedone, fu l'eponimo della città di Antedone

## Dios, figlio di Priamo
Dios è uno dei cinquanta figli di Priamo, re di Troia, menzionato da Omero e da Igino; è, senza dubbio, il frutto di una delle innumerevoli unioni del re con concubine. La sua presenza nell'ultimo libro dell'Iliade insieme ad altri otto dei suoi fratelli lascia supporre che, dopo la morte di Ettore, facesse parte dell'esiguo numero di principi troiani sopravvissuti alla guerra di Troia.

## Dios, padre di Esiodo
Una leggenda che vuole attribuire un legame di parentela tra Esiodo e Omero riferisce che i due poeti erano cugini perché figli rispettivamente dei fratelli Dios e Meone. In realtà, Dios non era altro che un commerciante marittimo originario di Cuma eolica, trasferitosi in Beozia per la fallita attività, sebbene l'autenticità di questo personaggio sia ancora discussa.